# ФК Гомионица
ФК Гомионица је фудбалски клуб из Бронзаног Мајдана, град Бања Лука који се такмичи у оквиру Друге лиге Републике Српске група Запад.
Своје утакмице игра на стадиону ,,Мачу Пикчу" капацитета 1000 мјеста
Клуб је на крају сезоне 2010/11. заузео четврто мјесто у Другој лиги Републике Српске — Запад.

## Историја
Гомионица је основана ? године. 

## Досадашњи успјеси
- Друга лига Републике Српске у фудбалу — Запад 2010/11. (4. мјесто)
- Друга лига Републике Српске у фудбалу — Запад 2008/09. (2. мјесто)
- Куп Републике Српске у фудбалу 2008/09. (шеснестина финала)